# سبک زندگی با مولکول‌ها
امروزه برای داشتن زندگی بهتر، باید درباره مولکول‌ها و زیست مولکول‌های اداره کننده انسان و دیگر موجودات بیشتر دانست. در دنیای امروز هر فردی باید از دانش خودی و اجتماعی برای سبک زندگی سالم برخوردار باشد. عملکردهای جسمی و روانی انسان توسط واکنش‌ها و برهم‌کنش‌های مولکولی انجام می‌شود. مولکول‌های بدن ما را می‌سازند. ویتامین‌ها، هورمون‌ها، داروها، مولکول هستند.
سبک زندگی با مولکول‌ها
سبک زندگی خوب، مدیریت خوب ترشح مولکول‌‎ها از درون بدن و شناخت مولکول‌های درمانگر در طبیعت می‌باشد. یک فرد سالم با سبک زندگی خوب، تعادل درون بدن و بیرون(طبیعت) ایجاد می‌کند. فطرت و سرشت درونی انسان و طبیعت هر دو دارای یک جوهر و مرتبط با یکدیگر هستند. بنابراین انسان باید طبیعت خود را خوب بشناسد و از آن الگوبرداری نماید و نوآوری‌های و فناوری‌های بر مبنای زیست‌الگو و الهامات زیستی ایجاد نماید و در سبک زندگی خود استفاده کند.
برخی از اعمال انسان به مولکول‌های پاداش دهنده تبدیل می‌شوند. این‌ها مولکول‌هایی هستند که از درون بدن به انسان براساس اعمالش پاداش داده می‌شود. 
اکسی توسین
اکسی توسین به عنوان یک نوروپپتید چندکاره، زمینه پیدایش سخاوت، اعتماد و روابط نوع دوستانه را فراهم می‌کند که محصول این رفتارها باعث ایجاد رضایت از زندگی و احساس ارزشمندی در افراد می‌شود. اکسی توسین ارتباط با دیگران را تسهیل می‌کند و با رفتارهای اجتماعی مثبت همراه است، بنابراین از طریق تسهیل روابط اجتماعی باعث ایجاد شادی می‌شود. 
سروتونین
سروتونین یک انتقال دهنده عصبی است که موجب شادی و خوش‌بینی می‌شود. سطح سروتونین به دنبال تبسم درمانی افزایش می‌یابد و در افسردگی کاهش می‌یابد. ورزش ملایم به طور موثری باعث تنظیم سیستم سروتونین می‌شود. شواهد زیادی مبنی بر افزایش سروتونین مغز در انجام نیایش وجود دارد. اعمال معنوی به دلیل افزایش سروتونین و دوپامین می‌توانند اثرات ضدافسردگی قابل توجهی داشته باشد. میکروبیوتای روده یکی از چشمه‌های ترشح سروتونین در بدن است. تنوع و تعادل جمعیت میکروب‌ها یکی از رمزهای سلامتی است.   
ملاتونین
ملاتونبن تنظیم‌کننده خواب و بیداری، تنظیم‌کننده مرکزی دمای بدن، ضدپیری، ضدسرطان، مهارکننده قوی تومور، تقویت کننده سیستم ایمنی، ضدافسردگی، پیشگیری از سکته مغزی، کاهش دهنده فشار خون و مسکن است. نیایش موجب افزایش سطح ملاتونین پلاسما می‌شود. این مولکول(هورمون) در دوران جنینی از جفت عبور کرده و بعد از تولد نوزاد از طریق شیر مادر به کودک منتقل می‌شود. بر اساس نتایج تحقیقات، ملاتونین احتمالا نقش محافظتی مهمی در شفافیت عدسی چشم و جلوگیری از آب مروارید ایفا می‌کند.
آدرنالین
آدرنالین در غدد فوق کلیوی تولید می‌شود که در مواقع استرس یا خطر در بدن آزاد می‌شود. بدن را برای رویارویی با یک موقعیت استرس‌زا "جنگ یا گریز" آماده می‌کند. هم‌چنین فرد در حالت بسیار هوشیار خواهد بود.
اندروفین
زمانی که بدن احساس درد یا استرس می‌کند، اندروفین ترشح می‌شود. بدن برای کمک به زنده ماندن، اندروفین ترشح می‌کند. هنگام احساس درد، اعصاب در بدن پیام‌های درد را به مغز می‌فرستد و اندروفین آزاد می‌شود و درد را خاموش می‌کند. این به بدن کمک می‌کند که حتی در موقعیت‌های دردناک یا استرس‌زا به عملکرد خود ادامه دهد. بدن مدیریت دقیقی بین عملکرد طبیعی در شرایط دردناک و عادی‌‌سازی وضعیت از طریق تولید مواد افیونی درون‌زا نشان می‌دهد. 
'مولکول‌های سخاوتمند'
مولکول‌هایی در طبیعت، خارج از بدن وجود دارند که سخاوتمند هستند و به انسان و سایر موجودات  کمک می‌کنند. بعضی از مولکول‌ها به عنوان مولکول‌های مغذی شناخته می‌شوند و سمیت دارویی ندارند به عنوان مثال می‌توان کورکومین و جینجرول را نام برد.
کورکومین
کورکومین مولکول چند منظوره است. خیان بدن است و غذاداروی بسیار خوبی برای تعدیل بیماری‌ها به ویژه عملکردهای ضددیابت می‌باشد. این مولکول می‌تواند مسیرهای پیام‌رسانی مختلف را در سلول‌ها تعدیل و تنظیم کند. اثرات تعدیلی آن منجر به فعالیت ضداکسایشی و ضد التهابی در سلول‌ها می‌شود. هم‌چنین به طور قابل توجهی تولید گونه‌های اکسیژن فعال و اثرات مخرب آن را در بدن کاهش می‌دهد. 
جینجرول از مهم‌ترین کاربردهای مولکول‌های زنجبیل(جینجرول) می‌توان به ضد تهوع و استفراغ، پوشش محافظ حافظه و دستگاه گوارش، رفع انسداد و گرفتگی عضلات، ضد نفخ، تقویت بینایی و بهبود تاری دید و تقویت ریه‌ها اشاره کرد. هم‌چنین این مولکول رادیکال‌های آزاد را مدیریت می‌کند و موجب می‌شود که به سلول‌ها آسیب نرسد.